# Черевомовець (DC Comics)
Черевомо́вець (англ. Ventriloquist) — суперлиходій всесвіту DC Comics, ворог Бетмена.

## Про персонажа
Лагідний і тихий чоловік на ім'я Арнольд Вескер планує свої злочини за допомогою ляльки Обличчя зі Шрамом, свого альтер его. Своїм ім'ям лялька зобов'язана Аль Капоне, за моделлю якого вона і була створена. Народився Арнольд в родині мафії. Дану психічну травму отримав після того, як побачив смерть власної матері від рук гангстера з іншого клану.

## Обличчя зі Шрамом
У Ґотемскій в'язниці Блекгейт раніше стояла шибениця, на якій були повішені 313 злочинців, що отримали смертні вироки. Один з ув'язнених вистругав з шматка цієї шибениці ляльку Обличчя зі Шрамом. Цього ув'язненого вбив Арнольд Вескер, незабаром потрапивши під вплив ляльки. Багато хто вважає, що Обличчя зі Шрамом — лише інструмент в руках Черевомовця, що виконує його злочинні задуми, але сам Вескер вірить, що Шрамом управляю душі шибеників, і що найчастіше саме Шрам штовхає його на злочини.